# Japán vallásai
Japán vallásai (2006)

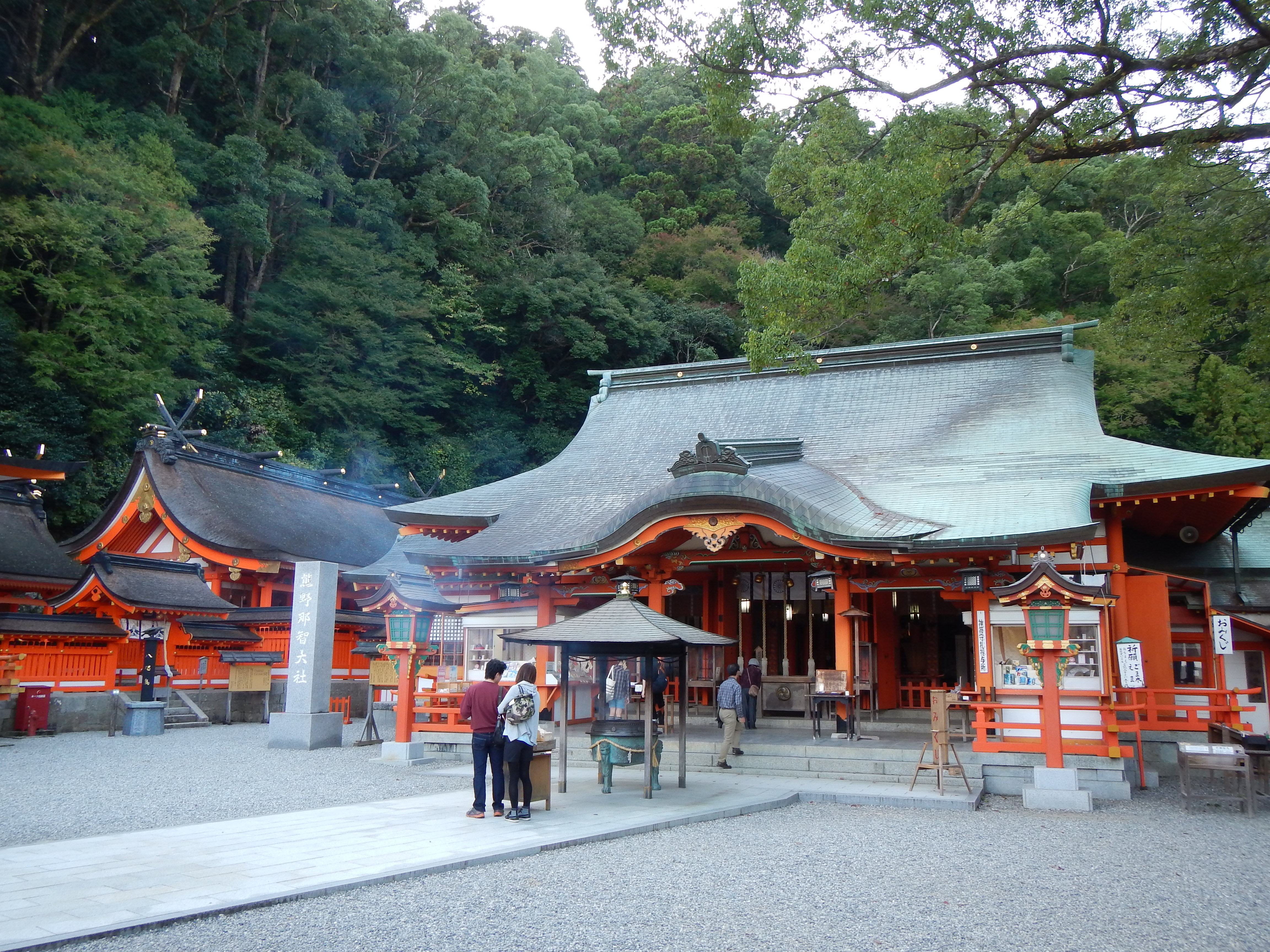
A Kumano Nachi Szentély az istentisztelet ősi helye

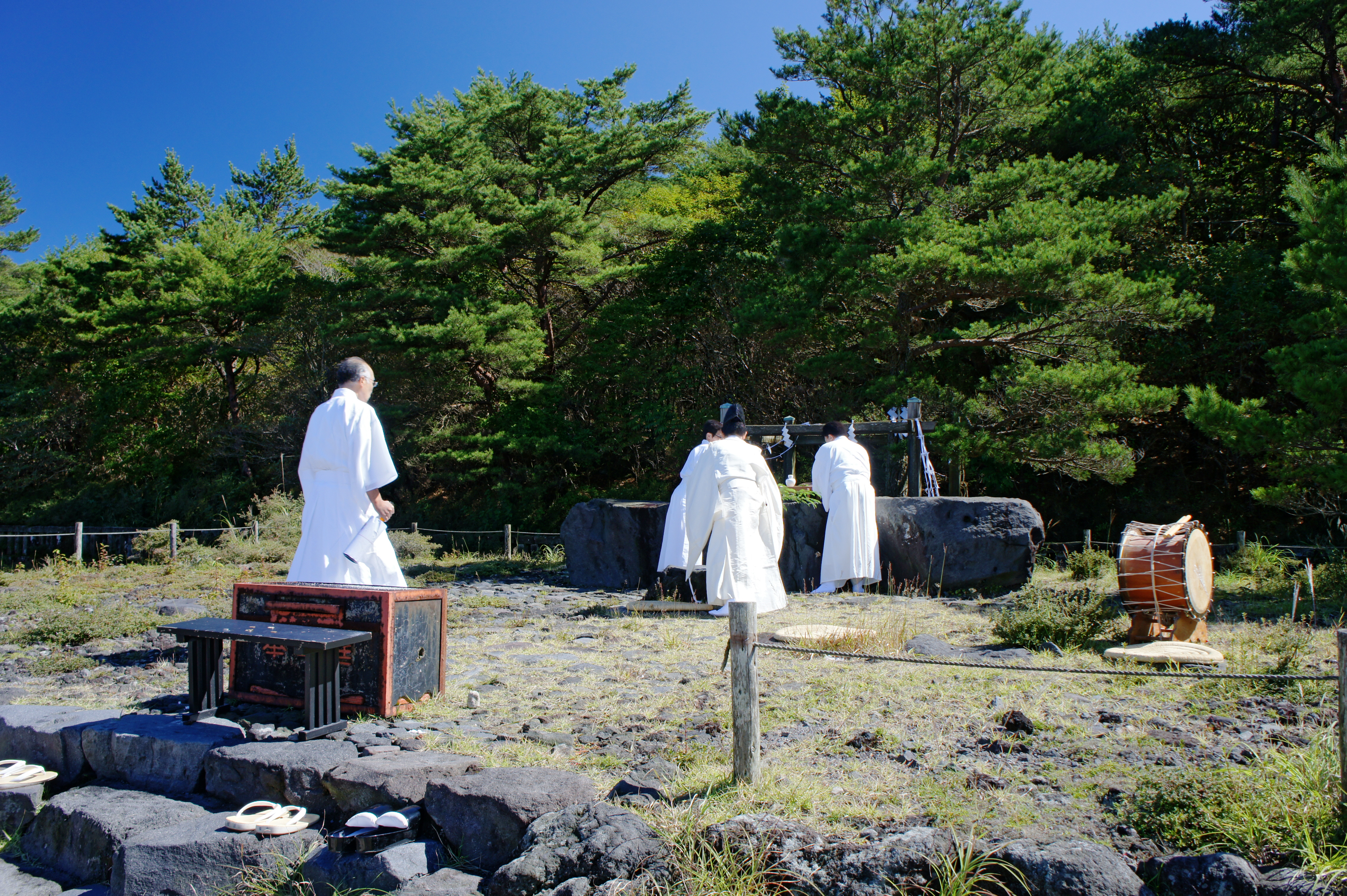
Szertartás a Takachiho-gawaranál, a szent földnél

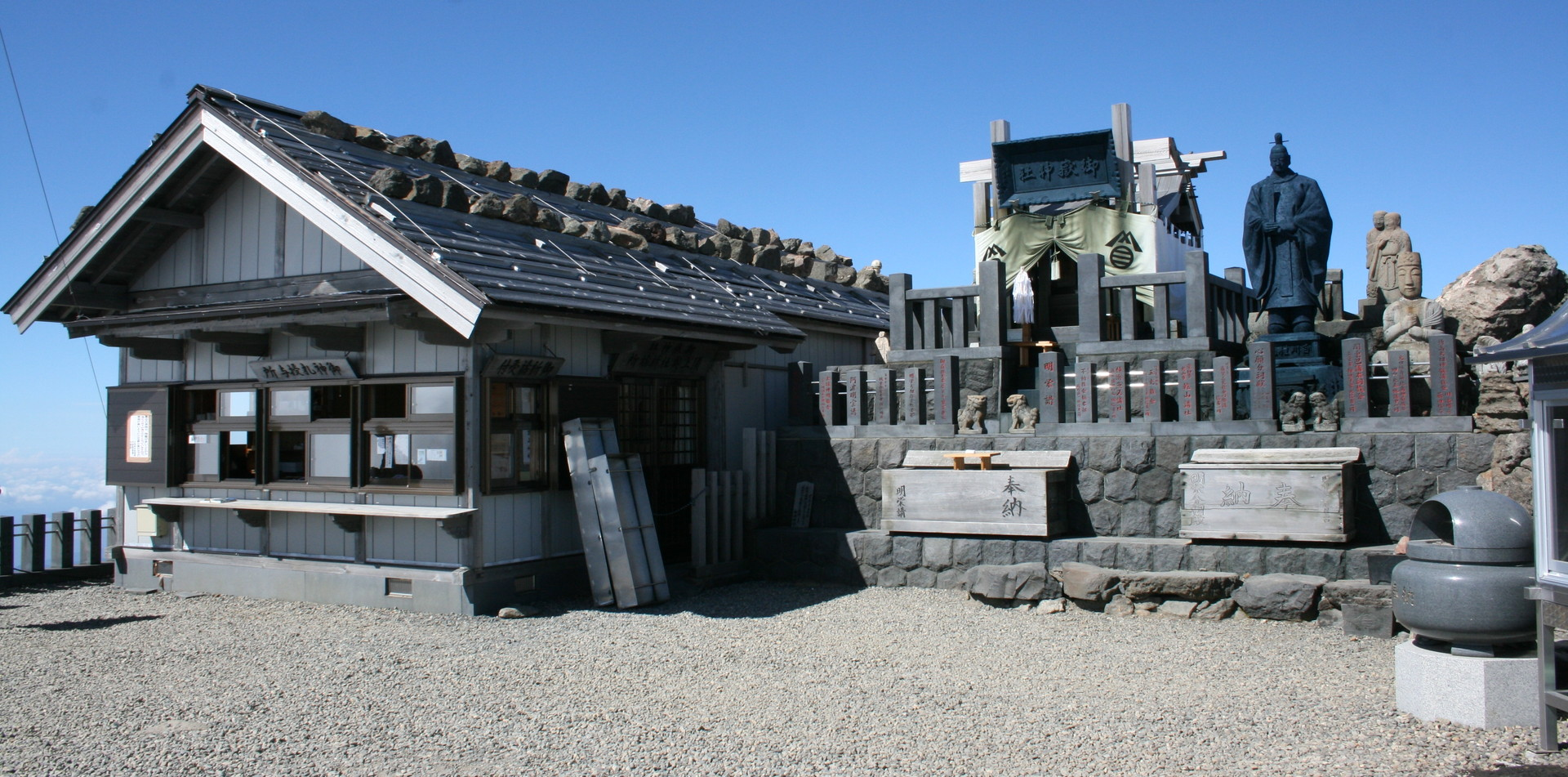
Ontake-jinja, egy Sintó szentély az Ontake hegyen, a hegy isteneinek tiszteletére

Japán vallásai közül a sintó az uralkodó vallás Japánban, de a 2006-ban és a 2008-ban végzett felmérések kimutatták, hogy a japán emberek 40%-a nem szervezetten vallásos, körülbelül 34%-uk buddhista, 3%-uk tagja a sintó vallásnak vagy az abból származó szektáknak, és 1%-uk keresztény.
Viszont a legtöbb japán (a népesség 50-80%-a) bizonyos fokon a buddhizmus és a sintó vallás szerint élnek, de nem vallják magukat buddhistának vagy sintóistának. Imádkoznak őseikhez, isteneikhez, és tiszteletet is nyilvánítanak nekik szentélyekben, vagy otthoni oltároknál. Ez azért van, mert ezek a cselekvések nem fognak azonnal a vallás tagjává tenni. Csak úgy lesz valaki igazán vallásos (宗教 súkjó) a japán kultúrában, ha szervezetten végzi azt, vagyis betartja a tanításokat és tagja a szervezetnek. Azok, akik „nem vallásosak” (無宗教 musúkjó) csak annyiban különböznek tőlük, hogy nem tartoznak egyik szervezethez sem, de ugyanúgy részt vesznek a rituálékban és az imádatban.

## Fő vallások

### Sintó
A japánok saját ősi vallását nevezik sintónak (神道), vagyis az „isten(istenek) útjának”. Japán ősi történelméről az akkori vallásos felfogásokról keveset tudunk. Cselekvésközpontú vallás, a szertartások megfelelő kivitelezésére fókuszál, hogy létrehozzák a kapcsolatot a mai japán élet és az ősi gyökerek között. A sintó szertartásokat történelmi feljegyzésekből ismerhetjük meg. Először a 8. században Kojiki és Nihon Shoki írta le. Ezek a korai írások mégsem foglalják magukban a teljes vallást, inkább csak hiedelmek és mitológia. A sintó vallás ma azt jelenti, hogy nyilvános szentélyekben szentelik imádatukat isteneiknek (kamiknak), különféle okok miatt, mint például háborúk megemlékezése, aratási fesztiválok.
A sintó szó eredetileg sindó volt, amit a kínai sendao szóból vettek át. Ez a szó két kandzsi kombinációja: shin, ami azt jelenti lélek, vagy kami; és a tó, mai azt jelenti út, tanulás. A 6. század második felében használták először ezt a szót. A kami annyit jelent, hogy lélek, esszencia, istenek, utalva az energiatermelő jelenségre. Mivel a japán nyelv nem tesz különbséget egyes és többes szám között ezért a kami szó utal az istenség, szent lélek több formában való megtestesülésre: kövekben, fákban, állatokban, helyekben még embereket is megszállhat az isteni természet. Az istenek és az emberek egy világban élnek, és osztoznak rajta.
A sintó a legnagyobb vallás Japánban, a népesség több mint 80%-a gyakorolja, mégis csak kis részük vallja magát sintóistának. Mivel a sintónak több jelentése van Japánban. Nincs hivatalos beavatási szertartása, ha valaki csatlakozik egy szervezethez, azzal tag lesz. A sintó vallásnak 100 000 szentélye és 79 890 papja van az országban.

#### Új irányzatok a sintóban
A 20. században a második világháború után nagy változásokon ment át a japán kultúra, társadalom, ami arra kényszerítette a vallásokat, hogy alakítsák át magukat. Az alkotmány szabályozta a vallási szabadságot, ezzel helyet adva új irányzatok létrejövetelének.
A sintó minden új irányzata független státuszt követelt, mint a buddhizmus új formái. Míg a sintó területi és örökletes, és a személy részt vesz az istentiszteletben, időnként áldást és egészséget kér isteneiktől, zarándoklatokon is részt vesz, addig az új irányzatban a csoportok nem függnek területektől rokoni szálaktól, és elvárják az önkéntes jelentkezést a szervezethez. Ezek az új irányzatok egy nagy közösséget alkotva munkálkodnak.
A hivatalosan elismert új vallások száma több száz, és az összes tag száma több millió. A legnagyobb új irányzat a Szóka Gakkai buddhista szekta, amelyet 1930-ban alapítottak. Japánban 10 millió tagja van. Az japán népesség 10%-a tartozik az új irányzatokhoz. Egy 2007-s felmérés alapján 223 831 papja és vezetője van az új irányzatoknak, háromszor több mint a tradicionális sintó vallásnak. A legtöbb új irányzat ezek közül megtartotta a sintó formáit, és magukat a sintó egyik alfajának tekintik, mint például Tenrikjó, Konkokjo, Omotokjo, Shinrikjo, Shinreikjo, Szekai Shindokjo, Zenrinkjo. Mások egy teljesen új vallást alakítottak ki, ilyenek például Aum Shinrikjo, Mahikari.

### Buddhizmus
A buddhizmus (仏教 Bukkyō) először a 6. században jelent meg Japánban, 538-ban találkoztak vele egy koreai tartományban. A tartomány (Baekje) királya a japán uralkodónak küldött egy képet Buddháról és pár szútrát. Heves ellentéteket váltott ki, de végül 587-ben elfogadta a japán bíróság. Ebben az időben nagyon sok koreai és barbár vándorolt be az országba. Továbbá a kínai kultúra is nagy benyomást tett az országra. A Buddhizmus segítségével az állam megerősítette hatalmát a birodalom és az északi határlakók felett.
Arisztokraták Narában kezdtek buddhista templomokat építtetni, majd később a mai Kiotó városában. A hat buddhista irányzat Narában szilárdult meg, amit ma együtt narai buddhizmusnak hívunk. Amikor a főváros Heian lett, még több irányzat érkezett Kínából, mint például a ma is népszerű singon, tendai és a buddhizmus ezoterikus irányzata, amely hasonlít a tibeti vadzsrajána buddhizmusra.
Még több irányzat érkezett, amikor a sógunátus hatalomhoz jutott a 12. században, és a főváros Kamakurába költözött. A legismertebb az újonnan érkezők közül a zen, amely hamarosan a legnépszerűbb irányzattá vált. Két zen iskola épült, a rinzai és a szótó, majd 1661-ben megalakult az óbaku is. A Meidzsi-restauráció korában (1868) a központi hatalmat megerősítették, az államot modernizálták. A sintó vallás lett újra az államvallás, és elrendelték, hogy a kisebb irányzatok szűnjenek meg. A cél a buddhizmus kiirtása volt.
Manapság a Tiszta Föld buddhizmus a legelterjedtebb, ami a Kamakura korban érkezett Japánba. Amida Buddhát helyezi előnybe, az embert a halála után Amida Buddha a „Tiszta Földre” vezeti, majd a Nirvánába. A vallás vonzotta az egyszerű embereket és a kereskedőket. Miután Honen, a Tiszta föld japán vezetője meghalt, az irányzat két iskolára bomlott: jódo súra, és a szabadabb jódo sinsúra.
Egy másik gyakori formája a buddhizmusnak a nicsiren buddhizmus, amelyet a 13. században alapította Nicsiren, aki szerint a Lótusz szútra a legfontosabb szútra. Az irányzat főbb képviselő szektái: nicsiren su, nicsiren sósu és világi szervezetek, mint Rissó Kósei Kai és Szóka Gakkai. Egy 2007-es felmérés alapján 315 659 buddhista szerzetes van Japánban.

## Kisebb vallások

### Más kelet-ázsiai vallások

#### Rjúkjú népi vallása

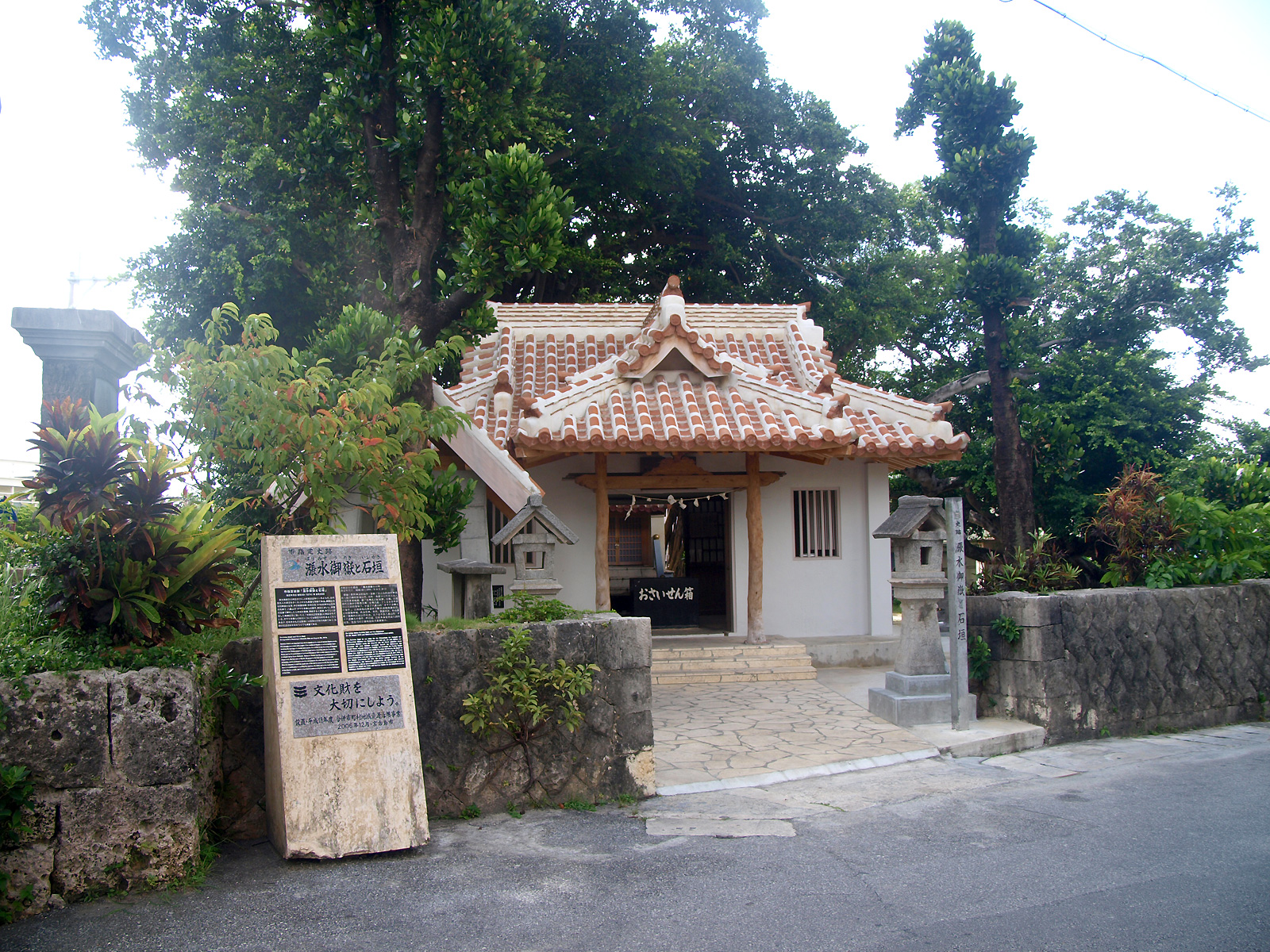
Harimizu Szentélye, egy rjúkjú szentély Miyakodzsimában, Okinava prefektúra

A ryukyui népi vallás a bennszülött (vele született) hit rendszere az okinavai és más Rjúkjú-szigeteki embereknek. Amíg konkrét legendák és tradíciók néhol helyenként és szigetenként változhatnak, a rjúkjúi vallás általánosan az ősök imádásával ábrázolható valamint a halottak és élők közti, istenek és lelkek közti kapcsolat tiszteletével. A vallás néhány elve- mint a genius loci lelkekkel és más lényekkel, amik istenek és emberek közt vannak meghatározva – animisztikus gyökereire utal, valamint a mabui vagy élet esszenciával való aggodalmai. Az egyik legősibb hite az onarigami, a spirituális felsőbbrendűsége Amamikjo istennőtől származtatott nőknek, ami által kialakult a noro(papnő) osztály vallásos tisztelete és a yuta. Nagyban eltér a japán sintótól, ahol a férfiak megtestesült tisztaságként vannak ábrázolva. Rjúkjúi népi vallást befolyásolta a japán sint és a buddhizmus és számos kínai vallás. Ezek alatt szektákat és reformmozgalmakat értünk, mint az idzsun(izmus), ami az 1970-es években lett alapítva.

#### Ainu népi vallás
Az ainu népi vallás a bennszülött hit rendszere a Hokkaidón élő Ainu embereknek és Oroszország egyes távolkeleti részein is jelen van. Ez egy animisztikus vallás, ami azon hit körül forog, hogy a Kamuy (lelkek vagy istenek) mindenben jelen vannak.

#### Kínai népi vallás

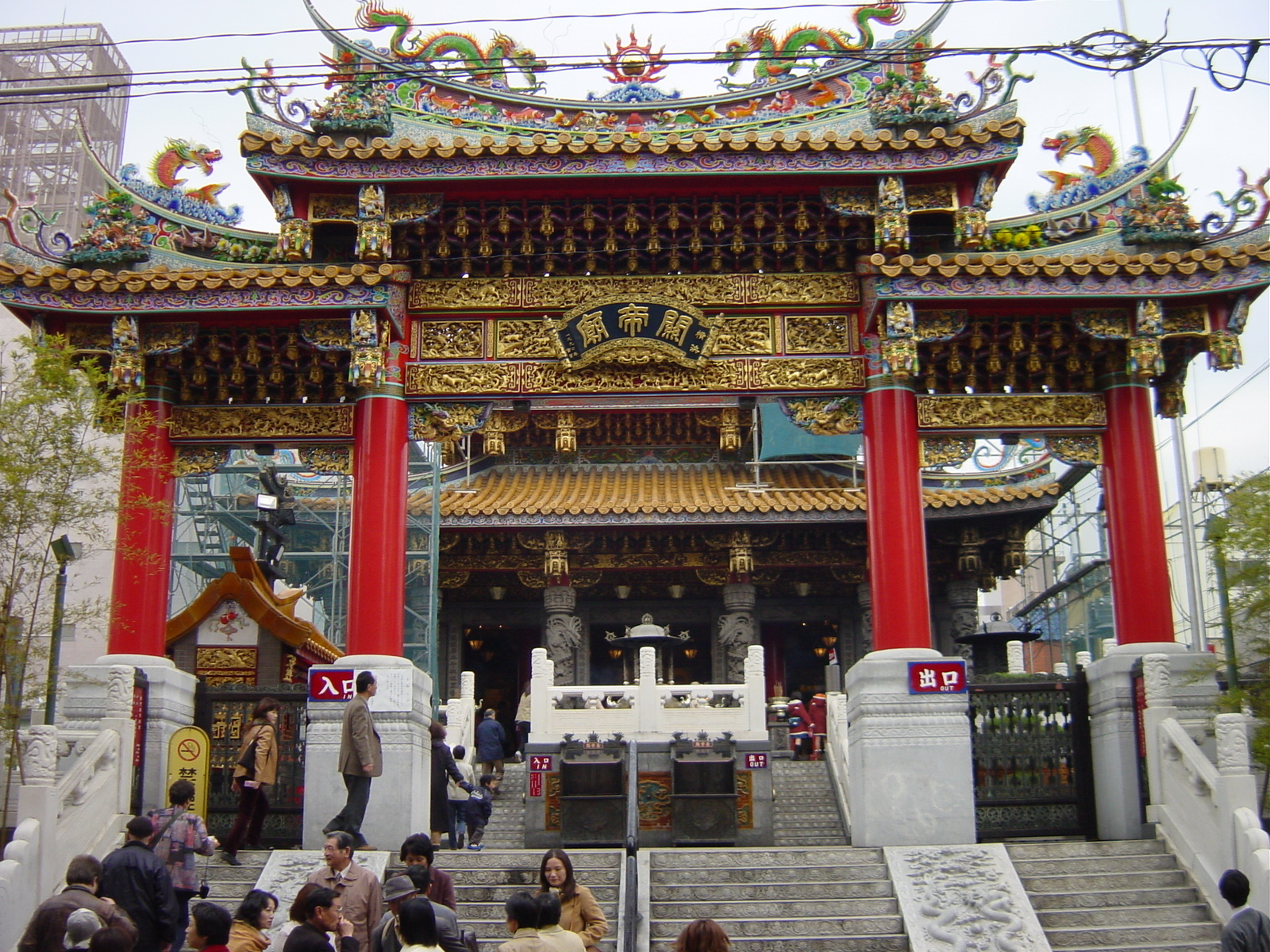
Guandi temploma Jokohamában

A legtöbb kínai, aki Japánban él a kínai népi vallást „gyakorolja”, amit senizmusnak is nevezünk, ami nagyon hasonló a japán sintóhoz. A kínai népi vallás a kínai etnikai istenek és ősök imádatával, Shen („istenek” „lelkek” „tudatosság” „tudat”, konkrét „kifejezések”, amik generálják az eseményeket, dolgokat), amelyek természeti istenségek lehetnek, városi vagy gondviselő istenségek más emberi agglomerációknak, nemzeti istenségek, kulturális hősöknek és félisteneknek, rokonság ősei és elődei. A szent elbeszélések ezekről az istenségekről a kínai mitológiába van kódolva.

#### Taoizmus

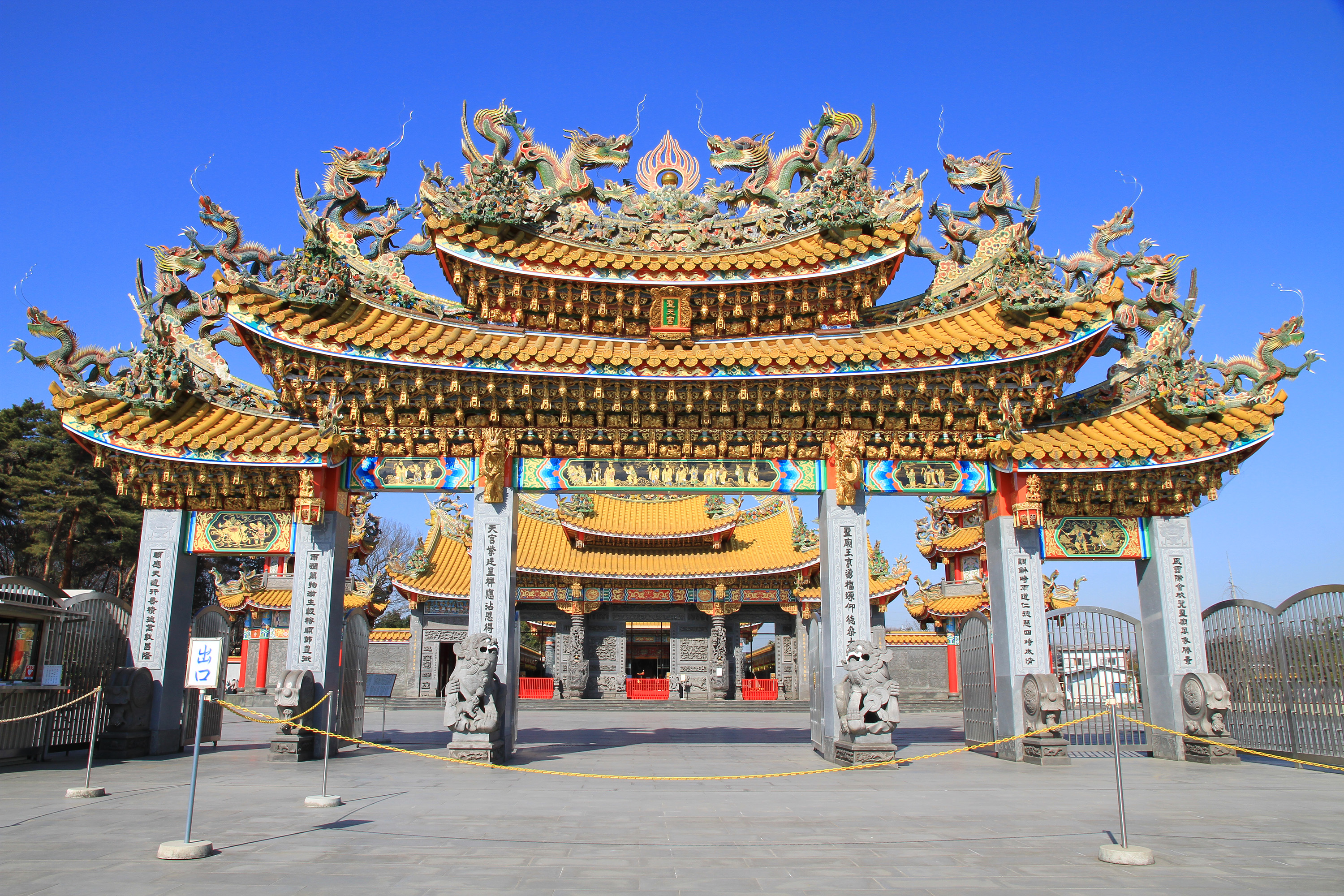
Seitenkyū a "Szent Menny Temploma"), Taoista templom Sakadóban

A taoizmus Kínából ered, s a 7. és 8. századból továbbá többé-kevésbé befolyásolta a japán spirituális létet. A taoista gyakorlatok a sintóba lettek belefoglalva, és a taoizmus volt a forrása a következő ezoterikus és misztikus vallásoknak: Onmyödön, Sugendön és Köshinen.
A taoizmusnak kínai alap/bennszülött vallás révén közös gyökerei vannak a sintóval, bár a taoizmus inkább hermetikus, míg a sintó sámánisztikus. A taoizmus hatása japánban kevésbé meghatározó, mint a neo konfucianizmusé. Manapság az intézményes kínai taoizmus jelen van az országban templomok formájában, a Seitenkyüt 1995-ben alapították.

#### Konfucianizmus

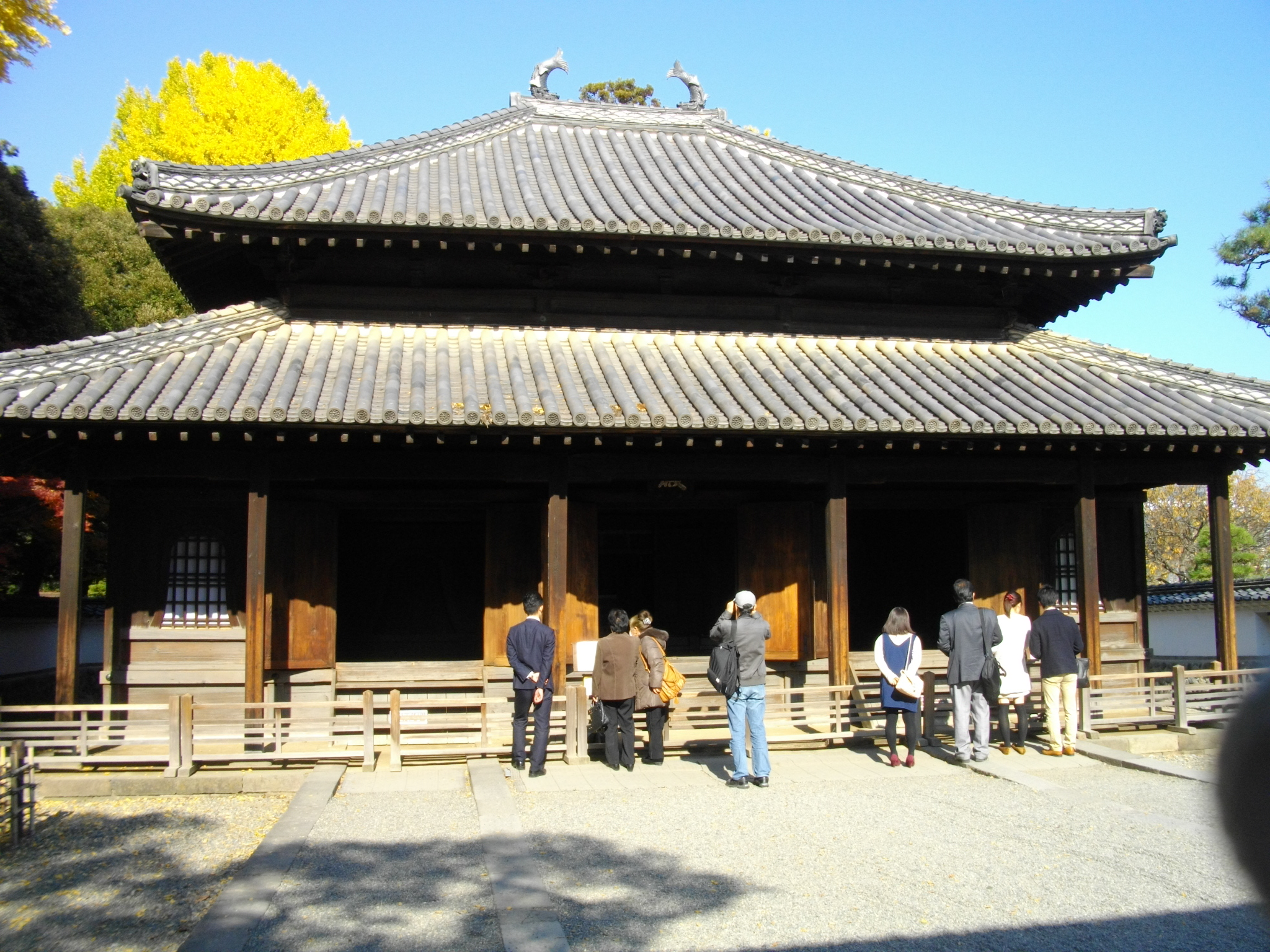
Kosibjó (孔子廟, "Konfuciusz temploma") a legrégebbi konfuciánus iskola Japánban

A konfucianizmus (儒教 Jukjó) az Edo-korban érkezett Kínából, előkelő vallássá fejlődve a mai napig befolyásolva a japán társadalom működését. A konfuciánus filozófia fő karaktere a humanizmus és a racionalizmus, a hit hogy a világ megérthető emberi értelemmel, így létrehozható a harmonikus kapcsolat személy és a világ között. A Neo-Konfucianizmus racionalitása teljes ellentétben állt a Zen Buddhizmus miszticizmusával. A Buddhizmussal szemben a neokonfucianizmus hitt abban, hogy létezik a valóság és az megérthető az ember számára, még akkor is, ha a valóság minden konfuciánus iskolában mást jelentett.
Társadalmi szempontból hierarchikusan épül fel a filozófia szerint, központjában a gyermeki áhítat áll. Ez megteremtette az Edo-korszakban a társadalmi rétegződést, ami addig nem volt. Szétválasztotta a japán társadalmat négy fő osztályra: szamurájok, földművesek, kézművesek, kereskedők. A szamurájok voltak a leglelkesebb olvasói és tanítói a konfucianizmus tanainak, számos konfuciánus akadémiát hoztak létre.

### Ábrahámi vallások

#### Baháizmus
A Baháhit (バハーイー教 Bahāīkyō) Japánban 1875-ben jelent meg elsőnek, köszönhetően `Abdu'l-Bahának. Az első megtért személy Kanichi Yamamoto (山本寛一?) volt, aki Honolulun élt, 1902-ben vette fel a vallást. A második Saichiro Fujita (藤田左弌郎?) volt. Az első hívő Japán földön Kikutaro Fukuta (福田菊太郎?) volt 1915-ben. Majdnem egy évszázaddal később 2005-ben, a Association of Religion Data Archives 15 700 hívőt regisztrált.

#### Kereszténység
1549-ben egy jezsuita misszió által ismerkedtek meg a japánok a kereszténységgel. Ebben az évben augusztus 15-én a három jezsuita, Xavéri Szent Ferenc, Cosme de Torres és Juan Fernández érkezett Kagosimába. A portugál kereskedőket már ismerték Kagosimában, a helyi daimjó üdvözölte őket, ugyanis a hajójukon puskaport szállítottak. Anidzsiró, japán hívő segített a jezsuitáknak megérteni a japán kultúrát, és ő fordította le az első katekizmust.
A misszionáriusok sikeresen térítettek meg sok embert Kjúsún, köztük parasztok, volt Buddhista szerzetesek és katonák is voltak. 1559-ben Kiotó lett a céljuk. A következő évben már 9 templomuk volt, és a keresztény közösség gyorsan, megállás nélkül nőtt 1560-ig. 1569-re már 30 000 keresztény és 40 templom volt. Miután sikerült egy helyi előkeltőt megtéríteni Kjúsún, tömeges keresztelés kezdődött, és a keresztények száma 100 000-re nőtt. Azokon a területeken, ahol a helyi urak keresztények voltak, a nem keresztényeknek is el kellett fogadniuk a kereszténységet. A buddhista szentélyeket vagy átalakították templommá vagy lerombolták. A 16. század végén ferences rendi misszionáriusok érkeztek Kiotóba, annak ellenére, hogy Tojotomi Hidejosi tilalmat adott ki. 1597-ben Hidejosi figyelmeztetésként huszonhat ferencest végeztetett ki Nagaszakiban. Tokugava Iejasu és utódai még több rendelettel próbálták érvényesíteni a kereszténység tilalmát, leginkább a Simbara-Felkelés után, 1630-ban. Sok keresztény csak titokban folytatta a vallásgyakorlást.
1873-ban a Meidzsi-restauráció után a tilalmat feloldották, és ismét szabad volt a vallásgyakorlás. Protestáns (プロテスタント Purotesutanto or 新教 Shinkyō) misszionáriusok térítettek Japánban, a második világháború után fokozottabban, de sose voltak olyan sikeresek, mint Koreában. Ma a keresztények számát egy és három millió közé teszik Japánban, legtöbbjük az ország nyugati részén él. Nagaszaki prefektúrában van a legtöbb keresztény, 1996-ban nagyjából a népesség 5,1%-a volt az. A 2007-s felmérés alapján 32 036 keresztény pap van Japánban. Mégis az utóbbi évszázadban nagyon népszerű lett a keresztény kultúra (keresztény esküvők, Valentin-nap, karácsony).

#### Iszlám

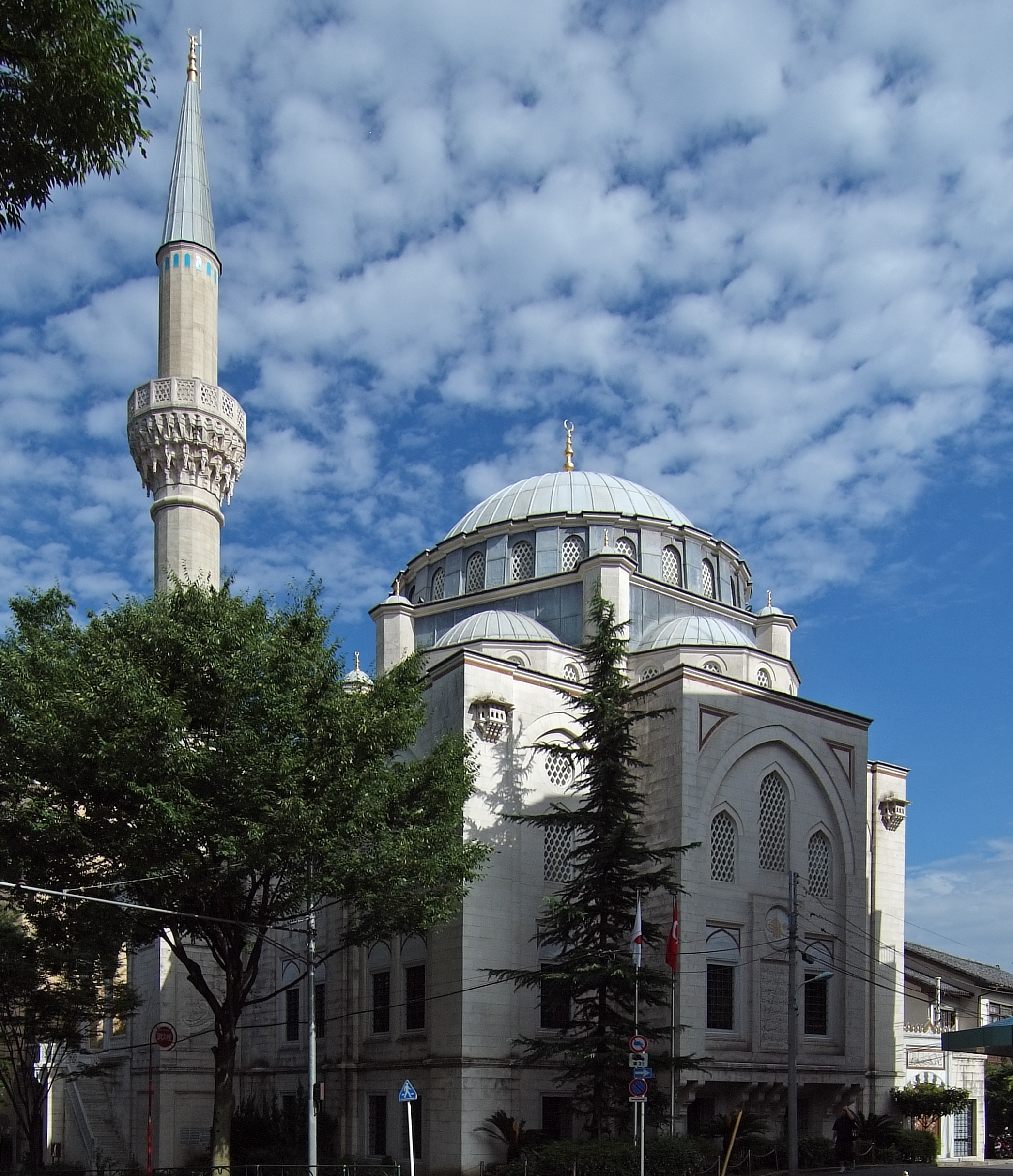
Jama Mosque Tokióban

Az iszlámot (イスラム教 Isuramukyō) Japánban leginkább csak Ázsia más területeiről bevándorló emberek gyakorolják. 2008-ban Keiko Sakurai felmérése alapján a muszlimok 80-90%-a külföldi születésű bevándorló Indonéziából, Pakisztánból, Bangladesből, Iránból. A becslések szerint a muszlim bevándorlók száma 70‑000-100 000, míg a japán muszlimok száma 1000-10 000 között mozog.

#### Zsidó vallás
A judaizmust (ユダヤ教 Yudayakyō) körülbelül 2000 zsidó gyakorolja Japánban. Amikor Japán 1853-ban megnyílt a világ felé, külföldről több zsidó vándorolt be. Jokohamában 1861-ben települt le az első zsidó. A zsidó népesség az 1950-es évekig nőtt, leginkább Európából és Közel-Keletről vándoroltak be. Tokióban és Kobéban voltak a legnagyobb közösségek. A második világháború alatt Japán rengeteg európai zsidónak jelentett menedéket. Chiune Sugihara, japán diplomata megtagadva parancsát 6000 beutazási vízumot állított ki zsidók számára. A háború után sokan kivándoroltak az országból, akik maradtak, összeházasodtak a helyiekkel, és beolvadtak a japán társadalomba.

### Más kisebb vallások

#### Hinduizmus
A hinduizmus (ヒンドゥー教 Hindūkyō vagy 印度教 Indokyō) Japánban csak kevés ember között elterjedt, leginkább csak indiai bevándorlók gyakorolják. A japán kultúrában sosem tudott jelentős szerepet játszani, mivel a buddhizmus terjedése megállította. A japánok hét szerencse istene közül három hindu eredetű: Benzaiten (Sarasvati), Bishamon (Vaiśravaṇa or Kubera), and Daikoku (Shiva). Számos hindu istent imádtak a Singon buddhizmus tagjai, a fentieket is beleértve.

#### Dzsainizmus
Dzsainizmus (ジャイナ教 Jainakyō) egy kisebbségi vallás Japánban, három temploma van az országban. A leghíresebb Kobében van.

## Vallásgyakorlat és ünnepnapok
A legtöbb japán részt vesz szertartásokon, és betartják a vallási hagyományokat. Az életciklus eseményeknél gyakran mennek sintó szentélyekbe. Ha gyerek születik a családba körülbelül egy hónaposan elviszik a szentélybe, csak úgymint a harmadik, ötödik és a hetedik szülinapon. (Sicsi-Go-Szan) Legutoljára pedig a felnőtté válás napján, amikor betölti az utód a huszadik életévét (Szeidzsin Siki). Az esküvőt is sintó papok vezetik le, de a nyugati stílusú esküvők (ホワイト ウェディング „fehér esküvő” ) is népszerűek. Ezek általában keresztény stílusú egyházi szertartások, de nem felszentelt keresztény pap vezeti le őket.
A temetések 91%-a buddhista hagyományok szerint zajlik, buddhista szerzetessel.
Két fajta ünnep van Japánban: macurik (templomi vásárok), amelyek leginkább sintó eredetűek és a rizstermesztéshez, lelki jó léthez kapcsolódnak. A másik pedig a nendzsú gjódzsi (éves ünnepek), melyek nagymértékben kínai vagy buddhista eredetűek. Heian-korban a macurikat naptárba rendezték és hozzáadták a többi éves ünnepet is. Nagyon kevés macuri, vagy éves fesztivál igazi nemzeti ünnep. A legtöbb macuri helyi ünnep, helyi hagyományokat követ. Gyakran iskolások szervezik őket, de leginkább a sintó szervezetek kezében van az irányítás.
A legtöbb ünnep világi jellegű, de a két legfontosabb a japánoknak, azaz Újév és az Obon, ezek alatt sintó illetve buddhista templomokat látogatnak. Az Újév ünnepe (január 1-3.) alatt sokféle speciális ételt készítenek és fogyasztanak el. Sintó szentélyeket vagy buddhista templomokat látogatnak meg, isteneikhez imádkoznak, hogy azok megáldják családjukat a következő évben. Szilveszter estéjén kimonóba öltöznek, különleges dekorációkkal díszítik házaikat, és tésztát esznek. Obon ünnepe alatt úgynevezett bonokat (szellemi oltárok) állítanak a buddhista családi oltárok előtt, hogy ezek megtisztítsák a családi sírokat, és megelőzzék a szellemek visszatérését. Emberek, akik messze élnek a családi otthonuktól hazatérnek, hogy meglátogassák rokonaikat.

## Vallás és törvény
A korai japán történelem során a vezető osztály volt a felelős az áldozásos rituálékért és a buddhizmus bevezetéséért és támogatásáért. Később vallásos szervezetek rezsimek által kihasznált politikai eszközök voltak: pl. a Tokugava kormány minden egyes családot kötelezett, hogy legyen tagja egy buddhista templomnak. A 19. század elején a kormány minden egyes családot arra kötelezett, hogy egy szent helyhez tartozzon, és a 20. század elején ez ki lett egészítve egy olyan törvénnyel, hogy a császár isteni hatalommal rendelkezzen. A Meidzsi alkotmány kimondja: „japán alanyoknak, békét és rendet nem sértő határokon belül és nem ellenségesen a feladataikkal szemben, mint alanyok, szabadságot élveznek vallási téren”.
A 20-as cikk az 1947-es alkotmányban kimondja: „A vallás gyakorlásának szabadsága mindenkinek joga”. Semelyik vallási szervezet nem élvezhet előnyt az állam szemében, sem politikai jogkörben nem járhat el. Az Amerikai Egyesült Államok privatizálta a szent helyeket és létrehozta a kifejezést „állami sintó” Japán megszállása alatt, hogy megújítsa az ott elterjedt japán irányelveket a templomokról és az államról azzal az elképzeléssel, hogy ez támogatta a japán katonaság kialakulását a második világháború előtt és alatt.

## Gondolatok és mozgalmak a vallás ellen
Shichihei Yamamoto azt állította, hogy Japán bebizonyította, nagyobb toleranciát képes mutatni a hitetlenséggel és a tudománnyal szemben, mint a nyugati országok. „Japánban soha nem volt olyan tárgyalás, mint Galileo Galileié vagy ’majomtárgyalás’ az evolúcióról. Egyetlenegy japán Giordano Bruno sem égettek került máglyára ateizmusért.” –mondta.

### Fontos emberek a vallás ellen
- Sinicsi Hiszamacu: filozófus és tudós elutasította a teizmust, állította, hogy Isten vagy Buddha objektív lények és csak illúziók.
- Ito Hirobumi herceg: négyszeres japán miniszterelnök, ki azt mondta: „A vallást magát teljesen fölöslegesnek tartom a nemzet életében, a tudomány messze meghaladja a babonát, és mi is a vallás – buddhizmus vagy kereszténység – ha nem babona, és így egy esetleges forrása a nemzet gyengeségének? Nem bánom a szabad gondolkodás, az ateizmus növekedését, amely majdnem általános Japánban, hiszen nem tekintem veszélyforrásnak a társadalommal szemben”
- Hirojuki Kato: birodalmi Akadémiát vezetett 1905 és 1909 között. „A vallás a félelemtől függ” – mondta.
- Haruki Murakami: japán novellista, aki azt írta „Isten csak az emberek fejében létezik. Főleg Japánban, ahol Isten mindig egy rugalmas fogalom. Nézd meg mi történt a háborúban. Douglas MacArthur elrendelte, hogy a császár mondjon le isteni létéről, és ő megtette, egy beszédet mondván, hogy ő csak egy átlagos ember.
- Ando Soeki: elítélte a konfuciánus tudósokat és a buddhista papokat, azt állította, hogy ők a korának lelki elnyomói. Bér tisztelte az öreg isteneit Japánnak egyenlővé téve őket a természettel.
- Fukuzava Jukicsi: a modern Japán egyik alapítójának tekintik, másfelől viszont lehetetlennek találta a modern oktatás és a vallásosság kombinálását, nyíltan állította: „Magától értetődő, hogy a béke és a társadalmi biztonság vallást követel. Erre a feladatra bármilyen vallás jó. Én nem vagyok vallásos természetű, és soha nem hittem semmilyen vallásban. Így képtelen vagyok azt tanácsolni másnak, hogy legyen vallásos, mialatt én sem vagyok az. Még az én lelkiismeretem sem engedi, hogy valamilyen vallással takarózzak, ha nem szívből csinálom. Sok féle vallás van – Buddhizmus, Kereszténység és még mi nem. Az én nézőpontom szerint nem látok nagyobb különbséget közöttük, mint a fekete és a zöld tea között…azt látom, hogy az állomány jól válogatott és az árak olcsók.”

### Anti-vallásos szervezetek
A Japán Harcos Ateisták Szövetsége (Nyihon Szentoteki Musinronsa Domei, más néven Senmu) 1931 szeptemberében alakult. Tagjai ellenezték a kokutait, a nemzetalapítás elméletét, a vallás jelenlétét az oktatásban és a sintó szerepvállalását az állami ügyekben. Ők voltak a legnagyobb ellenzék a Japán birodalommal szemben.
Két hónappal később, 1931 novemberében a szocialista Tosihiko Sakai és a kommunista Takacu Seido megalapította a Japán Anti-vallásos Szövetkezetet (Nyihon Sansukjo Domei). Ellenezték a vallásos szervezetek támogatását, imádkozást gyakorlati hasznokért (kito), gyárakban való prédikálást, és a vallásos szervezetek minden fajtáját. Nézetük szerint a vallás csak egy eszköz, amit a felsőbb osztály használ arra, hogy elnyomják a munkásokat, földműveseket.

## Demográfia
Vallási felekezetek Japánban (1996)
| Vallás        | 1984 | 1996  | 2008 |
| ------------- | ---- | ----- | ---- |
| Buddhizmus    | 27%  | 29,5% | 34%  |
| Sintó         | 3%   | 1%    | 3%   |
| Kereszténység | 2%   | 2%    | 1%   |

| Prefektúra           | Tendai vagy Singon | Tiszta Föld | Zen   | Nicsiren | Szóka Gakkai | Más Buddhista iskolák | Buddhizmus | Sintó | Kereszténység | Népi Sintó vagy semmi |
| -------------------- | ------------------ | ----------- | ----- | -------- | ------------ | --------------------- | ---------- | ----- | ------------- | --------------------- |
| Hokkaidó             | ~3%                | 13,3%       | 8,2%  | 3,2%     | ~2%          | ~2%                   | ~31,7%     | ~2%   | ~1%           | ~65,3%                |
| Aomori prefektúra    | ~1%                | 10,3%       | 5,6%  | 3,4%     | ~2%          | ~3%                   | ~25,3%     | ~2%   | ~1%           | ~71,7%                |
| Ivate prefektúra     | ~2%                | 6,1%        | 12,8% | ~0       | ~2%          | ~3%                   | ~25,9%     | ~0    | ~1%           | ~73,1%                |
| Mijagi prefektúra    | ~3%                | 4,8%        | 9,5%  | ~2%      | ~2%          | ~2%                   | ~23,3%     | ~0    | ~1%           | ~75,7%                |
| Akita prefektúra     | ~0                 | 6,9%        | 9,5%  | ~3%      | ~2%          | ~2%                   | ~21,4%     | ~3%   | ~0            | ~75,6%                |
| Jamagata prefektúra  | ~4%                | 5,6%        | 8,5%  | ~3%      | ~3%          | 3,4%                  | ~27,5%     | ~2%   | ~1%           | ~69,5%                |
| Fukusima prefektúra  | 5,2%               | 4,8%        | 5,2%  | ~0       | ~3%          | ~3%                   | ~21,2%     | ~0    | ~0            | ~78,8%                |
| Ibaraki prefektúra   | 7,1%               | 4,1%        | ~2%   | ~2%      | ~3%          | ~2%                   | ~20,2%     | ~1%   | ~1%           | ~77,8%                |
| Tocsigi prefektúra   | 6%                 | 3,1%        | ~3%   | ~3%      | 3,1%         | ~2%                   | ~20,2%     | ~0    | ~1            | ~78,8%                |
| Gunma prefektúra     | 6,6%               | 3,6%        | 5,8%  | ~3%      | ~3%          | ~2%                   | ~24%       | ~1%   | ~2%           | ~73%                  |
| Szaitama prefektúra  | 5,8%               | 5,2%        | ~3%   | ~2%      | 3,3%         | ~1%                   | ~20,3%     | ~0    | ~2%           | ~77,7%                |
| Csiba prefektúra     | 3,8%               | 4,5%        | ~1%   | 3,3%     | ~3%          | ~1%                   | ~16,6%     | ~0    | ~1%           | ~82,4%                |
| Tokió                | 3,4%               | 8,3%        | ~2%   | 3,3%     | 4%           | ~2%                   | ~23%       | ~1%   | 3,4%          | ~72,6%                |
| Kanagava prefektúra  | ~3%                | 5,5%        | 3,7%  | 3,7%     | 3,5%         | ~2%                   | ~21,4%     | ~1%   | ~3%           | ~74,6%                |
| Niigata prefektúra   | 3,2%               | 10,6%       | 4,9%  | ~1%      | ~2%          | ~2%                   | ~23,7%     | ~1%   | ~1%           | ~74,3%                |
| Tojama prefektúra    | ~2%                | 41,3%       | ~1%   | ~2%      | ~1%          | ~1%                   | ~48,3%     | ~0    | ~0            | ~51,7%                |
| Isikava prefektúra   | ~2                 | 36,2%       | ~1%   | ~1%      | ~0           | ~3%                   | ~43,2%     | ~1%   | ~1%           | ~54,8%                |
| Fukui prefektúra     | ~2%                | 41,4%       | 5,5%  | 3,9%     | ~1%          | ~3%                   | ~56,8%     | ~1%   | ~0            | ~42,2%                |
| Jamanasi prefektúra  | ~1%                | 4,5%        | 6,2%  | 8,9%     | ~3%          | ~3%                   | ~26,6%     | ~1%   | ~1%           | ~71,4%                |
| Nagano prefektúra    | 3,5%               | 11,8%       | 7,6%  | ~2%      | ~3%          | ~2%                   | ~29,9%     | ~1%   | ~1%           | ~68,1%                |
| Gifu prefektúra      | ~3%                | 23,2%       | 6,8%  | ~1%      | ~3%          | ~1%                   | ~38,1%     | ~1%   | ~1%           | ~59,9%                |
| Sizuoka prefektúra   | ~1%                | 6,2%        | 9,4%  | 7,3%     | 3,6%         | ~4%                   | ~31,5%     | ~1%   | ~1%           | ~66,5%                |
| Aicsi prefektúra     | ~3%                | 16,7%       | 8,5%  | ~1%      | ~3%          | ~2%                   | ~34,2%     | ~2%   | ~2%           | ~61,8%                |
| Mie prefektúra       | ~3%                | 22,9%       | 4,2%  | ~1%      | ~2%          | ~2%                   | ~35,1%     | ~1%   | ~1%           | ~62,9%                |
| Siga prefektúra      | 3%                 | 26,7%       | 3,2%  | ~2%      | ~3%          | ~0                    | ~37,9%     | ~0    | ~1%           | ~61,1%                |
| Kiotó prefektúra     | ~3%                | 17,5%       | 3,4%  | ~2%      | ~3%          | ~3%                   | ~31,9%     | ~2%   | ~2%           | ~66,1%                |
| Oszaka prefektúra    | 5,9%               | 15,6%       | ~3%   | 3%       | 5,2%         | ~1%                   | ~33,7%     | ~1%   | ~1%           | ~64,3%                |
| Hjógo prefektúra     | 8,6%               | 12,2%       | 3,1%  | ~3%      | 3,1%         | ~3%                   | ~33%       | ~2%   | ~2%           | ~63%                  |
| Nara prefektúra      | 4,2%               | 17,3%       | ~1%   | ~3%      | ~3%          | ~2%                   | ~30,5%     | ~0    | ~1%           | ~68,5%                |
| Vakajama prefektúra  | 9,6%               | 13,5%       | ~3%   | ~1%      | 3,5%         | ~2%                   | ~32,6%     | ~0    | ~0            | ~67,4%                |
| Tottori prefektúra   | ~3%                | 10,4%       | 8,8%  | 4%       | ~2%          | ~3%                   | ~31,2%     | ~3%   | ~1%           | ~64,8%                |
| Simane prefektúra    | ~4%                | 18,4%       | 6,5%  | ~2%      | ~1%          | ~3%                   | ~30,9%     | ~2%   | ~1%           | ~66,1%                |
| Okajama prefektúra   | 16,6%              | 5,1%        | 3%    | 5,9%     | ~3%          | 0                     | ~33,6%     | ~2%   | ~1%           | ~63,4%                |
| Hirosima prefektúra  | 4,4%               | 35,3%       | 3,6%  | ~2%      | 4,9%         | ~1%                   | ~51,2%     | ~2%   | ~2%           | ~44,8%                |
| Jamagucsi prefektúra | ~3%                | 21,9%       | 3,8%  | ~2%      | 3,8%         | ~1%                   | ~35,5%     | ~1%   | ~1%           | ~62,5%                |
| Tokusima prefektúra  | 19,8%              | 6,7%        | ~0    | ~1%      | 3%           | ~1%                   | ~31,5%     | ~1%   | ~1%           | ~66,5%                |
| Kagava prefektúra    | 14%                | 18%         | ~1%   | ~2%      | ~3%          | ~1%                   | ~39%       | ~0    | ~1%           | ~60%                  |
| Ehime prefektúra     | 9,3%               | 6,7%        | 5,3%  | ~2%      | ~3%          | ~1%                   | ~27,3%     | ~1%   | ~2%           | ~69,7%                |
| Kócsi prefektúra     | 6,3%               | 6,3%        | ~0    | ~1%      | ~3%          | ~1%                   | ~17,6%     | 5,5%  | ~0            | ~76,9%                |
| Fukuoka prefektúra   | ~2%                | 24,1%       | 3,3%  | 3%       | 3,3%         | ~2%                   | ~37,7%     | ~1%   | ~2%           | ~59,3%                |
| Szaga prefektúra     | ~4%                | 21,9%       | 6,1%  | ~3%      | ~2%          | ~3%                   | ~40%       | ~0    | ~0            | ~60%                  |
| Nagaszaki prefektúra | 4,9%               | 19,5%       | 3,6%  | 5,1%     | ~3%          | ~3%                   | ~39,1%     | ~2%   | 5,1%          | ~53,8%                |
| Kumamoto prefektúra  | ~2%                | 28,4%       | ~3%   | ~2%      | ~2%          | ~1%                   | ~38,4%     | ~0    | ~1%           | ~61,6%                |
| Óita prefektúra      | ~3%                | 20,7%       | 4,7%  | ~3%      | ~3%          | ~1%                   | ~35,4%     | ~2%   | ~1%           | ~61,6%                |
| Mijazaki prefektúra  | ~3%                | 18,2%       | ~3%   | ~3%      | ~3%          | 3,3%                  | ~33,5%     | 3,8%  | ~1%           | ~61,7%                |
| Kagosima prefektúra  | ~2%                | 29,8%       | ~1%   | ~2%      | ~3%          | 6%                    | ~43,8%     | ~3%   | ~0            | ~53,2%                |
| Okinava prefektúra   | ~0                 | ~0          | ~0    | ~0       | 3,6%         | ~0                    | ~3,6%      | ~0    | ~3            | ~93,4%                |
| Japán                | 4%                 | 12,9%       | 4,1%  | ~3%      | 3%           | ~2,5%                 | ~29,5%     | ~1%   | ~2%           | ~67,5%                |